# Армія «Модлин»

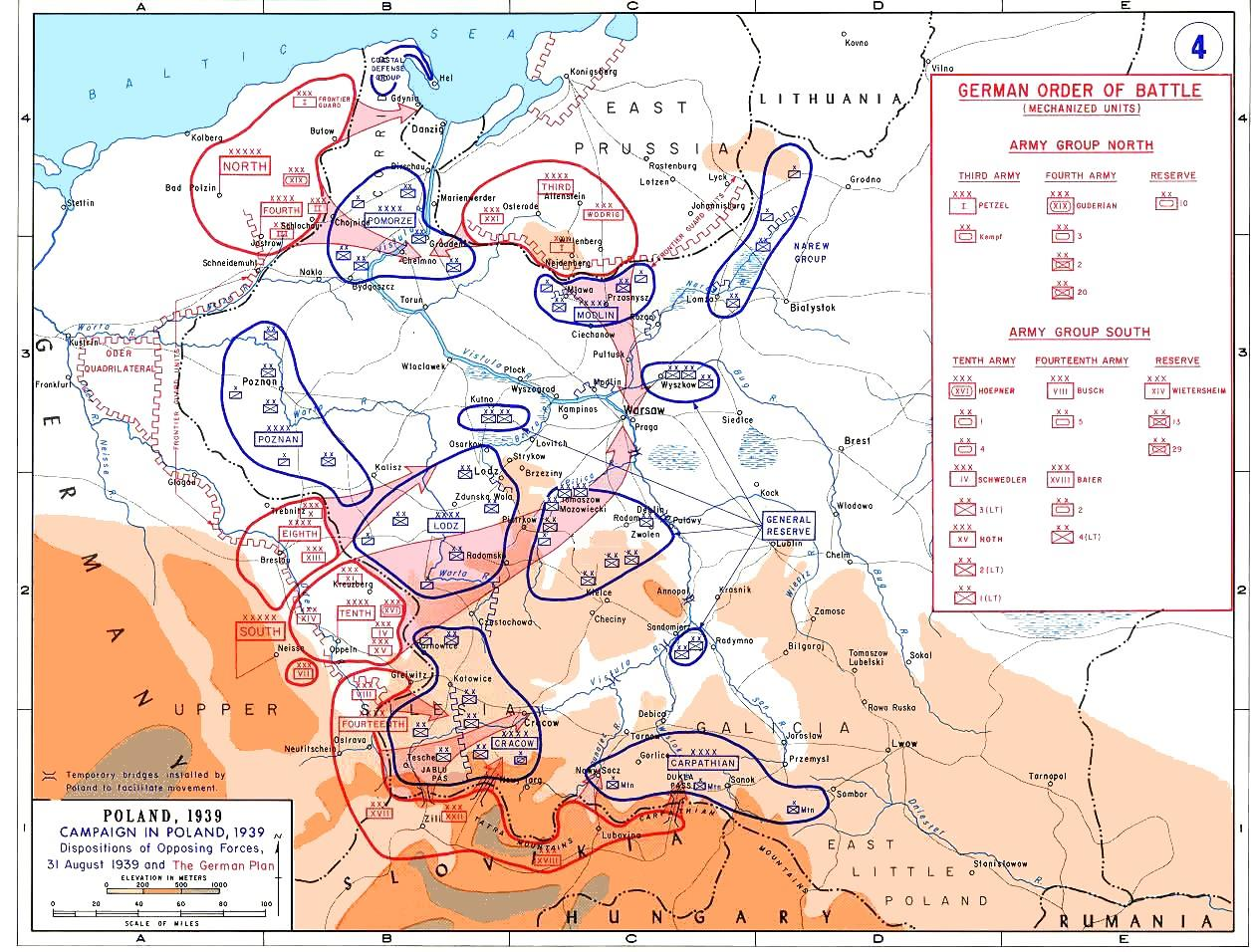
Розстановка польських та німецьких сил на момент початку Другої світової війни

Армія «Модлин» (пол. Armia "Modlin") — армія Польщі, яка воювала проти німецьких військ під час Польської кампанії вермахту в 1939 році.
Створена 23 березня 1939 в ході прихованого мобілізаційного розгортання польських військ на основі мобілізаційного плану «W» від квітня 1938. Перший командувач: бригадний генерал Еміль Крукович-Пшеджимірський.
У завдання армії у разі війни входило прикриття Варшави і Плоцька з півночі від удару зі Східної Пруссії. Передбачалося, що армія дасть бій на кордоні спираючись на укріплені позиції, після чого мала організовано відступити за річки Нарев і Вісла.